# Takatsukasa Tadafuyu
Takatsukasa Tadafuyu (鷹司政平, [[[1509]]-1546] Erro: {{japonês}}: texto da transliteração contém caractere não latino (pos 17) (ajuda)) foi um nobre do período Muromachi da história do Japão.

## Vida
Tadafuyu foi o filho mais velho de Takatsukasa Kanesuke. Foi líder do ramo Takatsukasa do clã Fujiwara.
Em  1530 se tornou Chūnagon. Em 1531 foi promovido a Dainagon.
Em  1537 se tornou  Udaijin. Foi promovido a Sadaijin em 1541.
Em 1542 foi nomeado Kanpaku do Imperador Go-Nara. Neste ano também foi nomeado líder do clã Fujiwara.
Tadafuyu se aposenta das funções da Corte em 1545, tornando-se um monge budista do Santuário de Sannomiya em Kobe até sua morte no ano seguinte.
Como não tinha filhos, Tadafuyu adotou Nobufusa filho de Nijō Haruyoshi, Nobufusa se tornou líder do clã após a morte de Tadafuyu.
Com a morte de Tadafuyu se encerra a linha tradicional dos Takatsukasa. Com Nobufusa se inicia a chamada Nova Linhagem.
| Precedido por Takatsukasa Kanesuke | -- 12º Líder dos Takatsukasa Fujiwara (1544 - 1546) | Sucedido por Takatsukasa Nobufusa |
| Precedido por Konoe Taneie         | Kanpaku (1542 - 1545)                               | Sucedido por Ichijō Fusamichi     |
| Precedido por Saionji Minorusen    | Sadaijin (1541 - 1542)                              | Sucedido por Ichijō Fusamichi     |
| Precedido por Kuga Tsūgen          | Udaijin (1537 - 1541)                               | Sucedido por Ichijō Fusamichi     |